# كاريل بيرمان
كاريل بيرمان (بالتشيكية: Karel Berman) هو تربوي ومترجم وملحن ومغني ومغني أوبرا ومخرج وممثل تشيكي، ولد في 14 أبريل 1919 في يندريخوف هرادتس في التشيك، وتوفي في 11 أغسطس 1995 في براغ في التشيك.

## وصلات خارجية
- كاريل بيرمان على موقع IMDb (الإنجليزية)
- كاريل بيرمان على موقع ميوزك برينز (الإنجليزية)
- كاريل بيرمان على موقع قاعدة بيانات الأفلام السويدية (السويدية)
- كاريل بيرمان على موقع ديسكوغز (الإنجليزية)
- كاريل بيرمان على موقع قاعدة بيانات الفيلم (الإنجليزية)

ناجون من معسكر اعتقال داخاو